# Alianza Internacional para la Energía Renovable

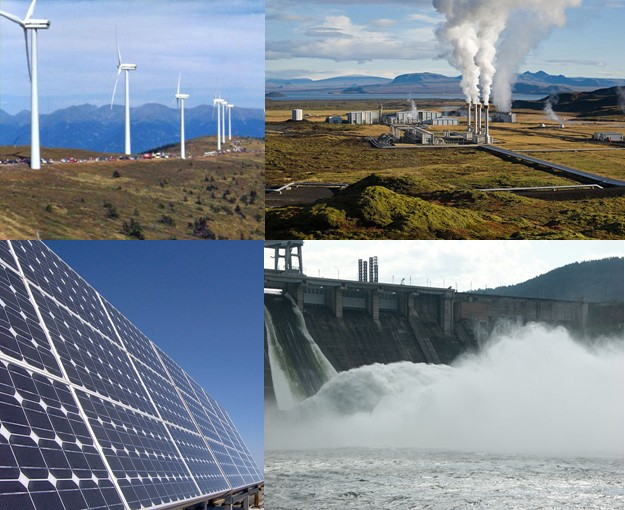
Dispositivos de captación de energía renovable. En el sentido de las agujas del reloj, generadores eólicos, planta geotérmica, central hidroeléctrica y paneles solares

La Alianza Internacional para la Energía Renovable (Alianza REN) es una asociación formal constituida el 4 de junio de 2004 por 5 organizaciones internacionales de energía renovable sin ánimo de lucro:
- Asociación Hidroeléctrica Internacional (IHA),
- Sociedad Internacional de Energía Solar (ISES),
- Asociación Geotérmica internacional (IGA),
- Asociación Mundial de Energía Eólica (WWEA) y
- Asociación Mundial de Bioenergía (WBA), esta última desde junio de 2009.

Representan a los sectores energéticos hidroeléctrico, geotérmicos, solares, eólica y bioenergía. La alianza proporciona una voz multisectorial unificada sobre energía renovable en los foros y medios de comunicación regionales e internacionales.
Las preocupaciones por el cambio climático, combinadas con los altos precios del petróleo, el pico petrolero y el creciente apoyo estatal, están impulsando la legislación sobre energía renovable, sus incentivos y su comercialización. En 2011, 119 países tenían algún objetivo nacional en su política de energía renovable nacional, o bien de apoyo a esta energía. Los objetivos nacionales existen en al menos 98 países. También se da una amplia gama de políticas en los niveles provinciales y locales.